# Xestomnaster lanifer
Xestomnaster lanifer är en stekelart som beskrevs av Huang 1990. Xestomnaster lanifer ingår i släktet Xestomnaster och familjen puppglanssteklar. Inga underarter finns listade i Catalogue of Life.